# Copiapoa ahremephiana
Copiapoa ahremephiana är en art inom randkaktussläktet och familjen kaktusväxter, som har sin naturliga utbredning i Chile.

## Beskrivning
Copiapoa ahremephiana är en tuvbildande kaktus som blir 4 till 8 centimeter i diameter, och har en vit vaxlik hud. Själva tuvan kan bli upp till 50 centimeter i diameter. Roten är träaktig och har en brunaktig bark. Varje huvud är uppdelad i 15 till 18 åsar som blir upp till 4 millimeter höga. På åsarna sitter 4 till 7 raka taggar som blir upp till 23 millimeter långa. Till en början är taggarna orangegula men blir brunsvarta med åldern. Blommorna är gula och blir 2 centimeter i diameter. 